# Водица Воздвиженија часног крста у Уздину
Водица Воздвиженија часног крста у Уздину, насељеном месту на територији општине Ковачица, грађена је у стилу рустичног барока, представља јединствен пример сакралног народног градитељства на тлу Војводине и као таква евидентирано је непокретно културно добро као споменик културе.
Водица подигнута почетком 19. века посвећена је Воздвижењу Часног крста својим изгледом-ротондом, заједно са сачуваним масивним улазом, састоји се од капеле и озиданог улаза у порту, која је у прошлости била ограђена живом оградом. Саграђена је у време када је Уздин био једно од граничарских насеља Баната.